# Max Filho
Max Freitas Mauro Filho (Vila Velha, 24 de junho de 1968) é um político brasileiro e ex prefeito de Vila Velha. É filho do ex-governador e ex-prefeito de Vila Velha, Max Freitas Mauro.
Em 1988, aos 20 anos, foi eleito vereador na cidade natal. Na eleição municipal seguinte concorreu ao executivo de Vila Velha, porém acadou derrotado. Em 1994, é eleito com mais de 12 mil votos a uma vaga na Assembleia Legislativa do Espírito Santo. É reeleito no pleito seguinte com 38.610 votos.
Chegou a prefeitura municipal após a eleição de 2000 pelo PTB e em 2004 foi reeleito. Em 2012 voltou a disputar a prefeitura, mas foi derrotado. Já nas eleições de 2014, foi eleito para exercer um mandato de deputado na Câmara Federal com 91.210 votos.
Nas eleições de 2016, é lançado pelo PSDB ao executivo de canela-verde. No primeiro turno terminou na primeira colocação, recebendo 80.297 votos, o que representa 37,8% dos válidos. No segundo turno é eleito com 58,91%, derrotando o ex-prefeito Neucimar Fraga (PSD). 
Em reconhecimento ao seu trabalho no desenvolvimento social, recebeu a outorga do título de Associado Honorário do Rotary Club de Vitória desde 2009.